# Baitul Futuh

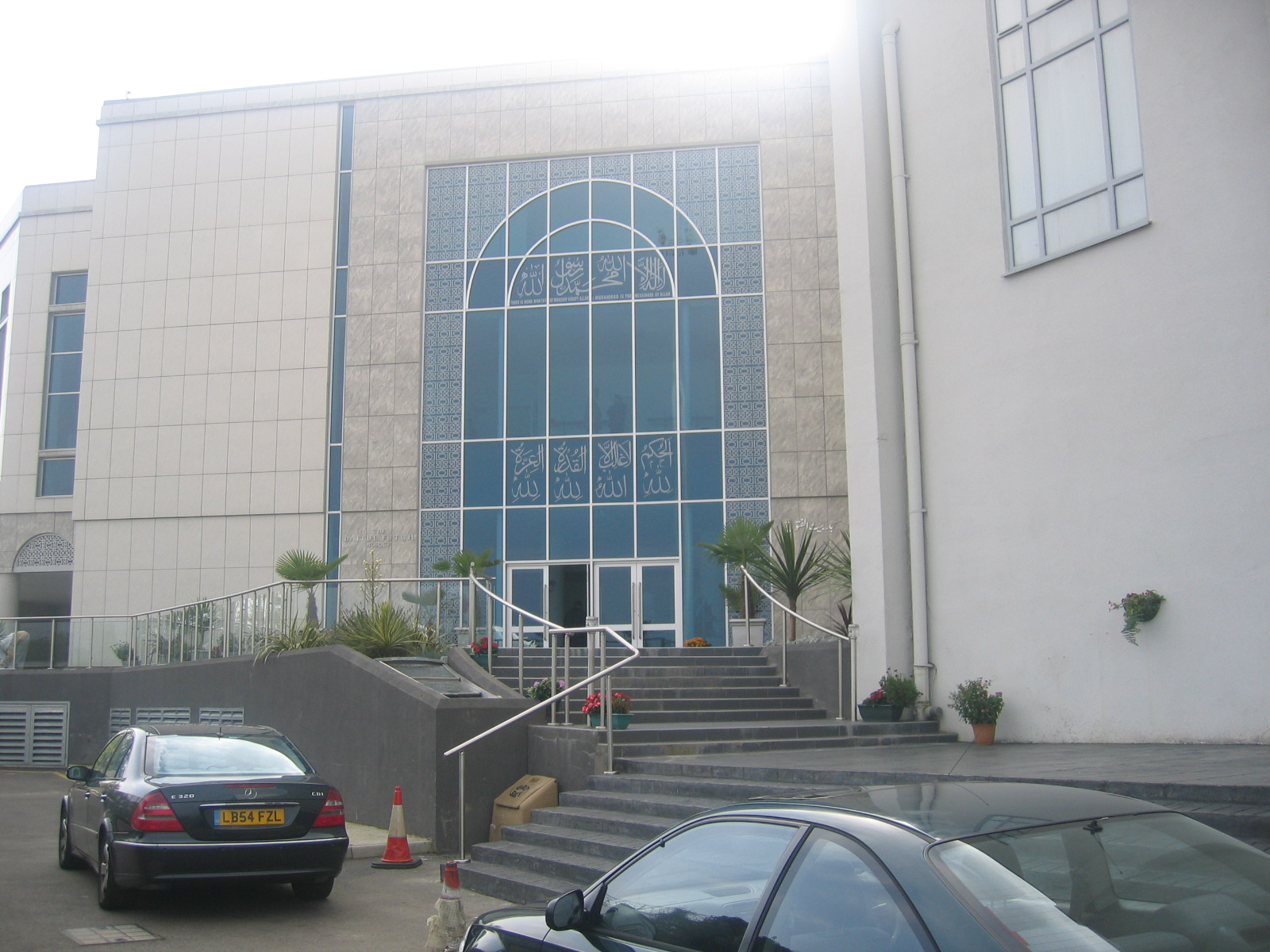
Główne wejście do meczetu

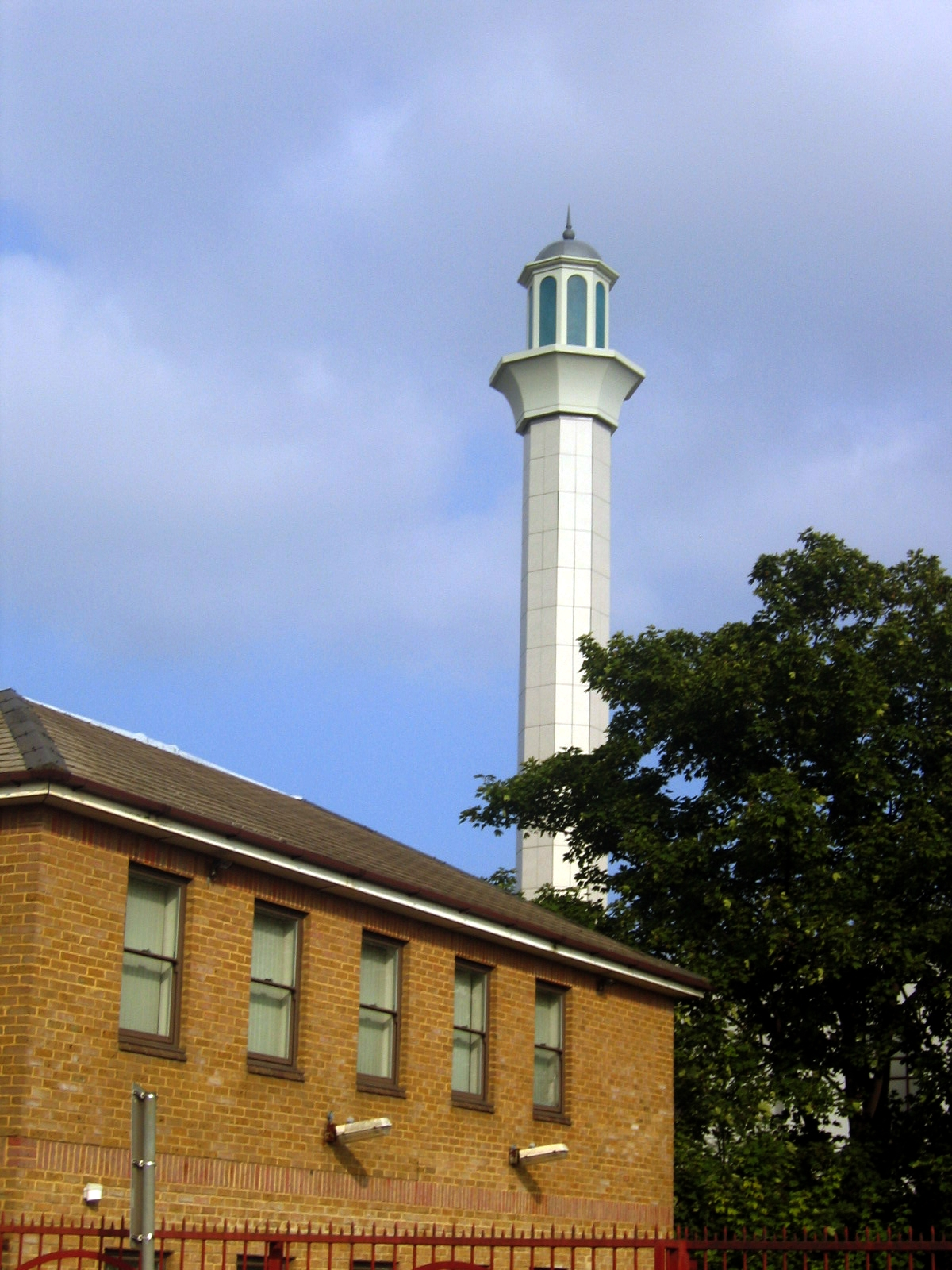
Jeden z minaretów o wysokości 35 m

Baitul Futuh (urdu بیت الفتوح, Baīt al-Futūḥ, Dom Zwycięstwa) – świątynia muzułmańska w południowo-zachodnim Londynie w dzielnicy Merton, uznawana za największy meczet w Europie Zachodniej, także największa świątynia Stowarzyszenia Muzułmańskiego Ahmadiyya poza granicami Pakistanu. 

## Historia
Budowę meczetu zainicjowano z uwagi na niewystarczającą liczbę miejsc dla wiernych w meczecie Fazl. Kamień węgielny pod budowę świątyni położył kalif Mirza Tahir Ahmad w 1998, uroczystego otwarcia meczetu dokonał jego następca kalif Mirza Masrur Ahmad 3 października 2003. Ceremonia otwarcia zgromadziła ponad 600 gości: wysokich komisarzy, członków Parlamentu Europejskiego oraz krajowego, zarządców dzielnic Londynu, radnych, wykładowców uniwersyteckich, a także reprezentantów 17 państw.
Całkowity koszt budowli sfinansowanej w całości z funduszy Stowarzyszenia Muzułmańskiego Ahmadiyya wyniósł około 5,5 mln funtów.
We wrześniu 2015 obiekt został podpalony. Pożar objął połowę parteru, piętra i część dachu. Podpalaczami było dwóch nastolatków. Po pożarze obiekt odbudowano i ponownie uruchomiono.

## Wymiary
Powierzchnia meczetu wynosi 21 000 m², a świątynia może pomieścić 4500 wiernych (cały kompleks maksymalnie do 10000). Baitul Futuh posiada dwa minarety o wysokości 35 i 23,5 m. Kopuła meczetu ma średnicę 16 m i wznosi się na wysokość 23 m. Ponadto na terenie kompleksu znajdują się dwie studnie, wykorzystywane podczas Wudu.
Meczetu ma trzy kondygnacje – włączając parter, przeznaczony tylko dla kobiet, podczas gdy wyższe piętra służą do dyspozycji mężczyznom. Najwyższe piętro obejmuje jedynie ćwierć powierzchni jaką zajmują niższe piętra. Dla wiernych zainstalowano dwie windy. Budynek jest przystosowany dla osób niepełnosprawnych. Kalif posiada własne, oddzielne wejście do meczetu. Bezpośrednio naprzeciw meczetu znajdują się liczne hale i biura należące do Stowarzyszenia Muzułmańskiego Ahmadiyya, w tym także jego władz. Zostały one zbudowane w 1998 i służą wiernym w przypadku przepełnienia meczetu (np. w czasie zebrania o nazwie Jalsa Salana).

## Znaczenie społeczne
Baitul Futuh występuje w roli centrum Kampanii lojalności, wolności i pokoju, która propaguje islam jako religię pokoju i popiera integrację muzułmanów ze społecznością niemuzułmańską. Podczas organizowanego w kompleksie Sympozjum Pokoju 2010 pokojową nagrodę Stowarzyszenia Muzułmańskiego Ahmadiyya otrzymał Lord Eric Avebury.
Piątkowe nabożeństwa prowadzone przez kalifa Mirzę Masrura Ahmada są transmitowane przez islamską telewizję MTA (ang. Muslim Television Ahmadiyya).
Plany palenia Koranu wysunięte przez amerykański kościół Dove World Outreach Center na Florydzie w 9. rocznicę zamachów na wieże World Trade Center były szeroko i głośno komentowane w meczecie przez polityków oraz przywódców religijnych, reprezentujących różne wiary: anglikanizm, katolicyzm, judaizm, bahaizm i islam.

## Galeria

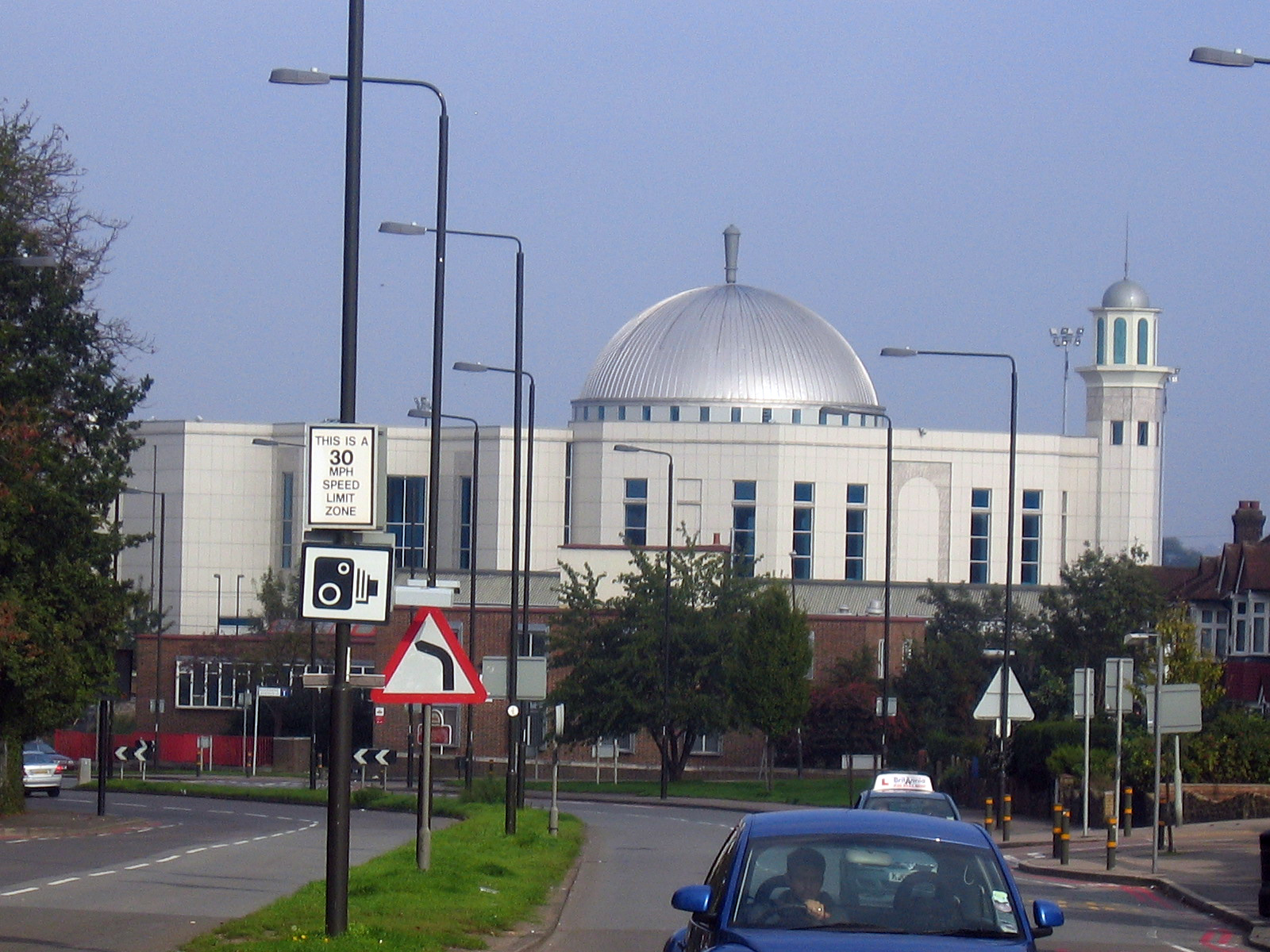
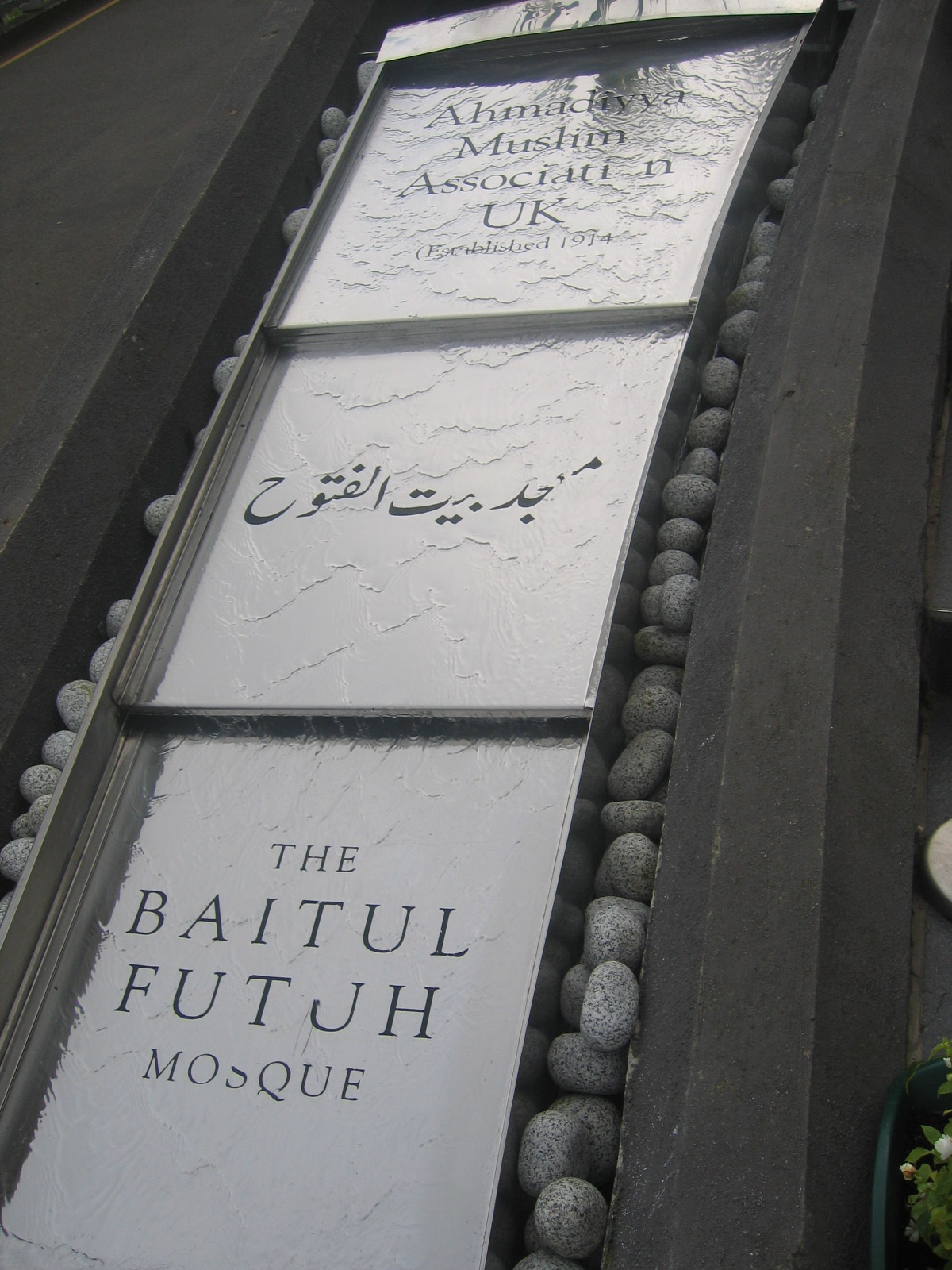
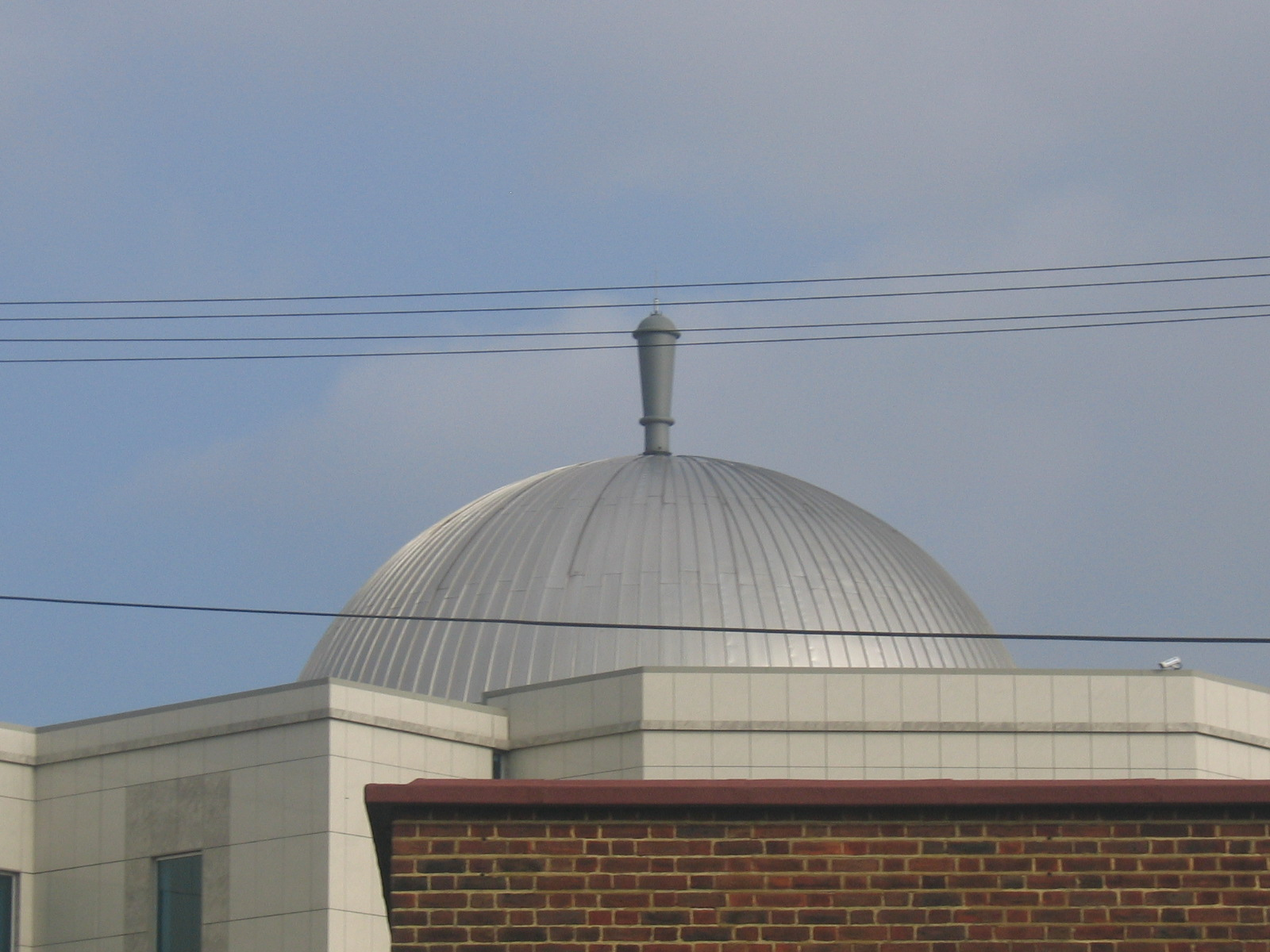
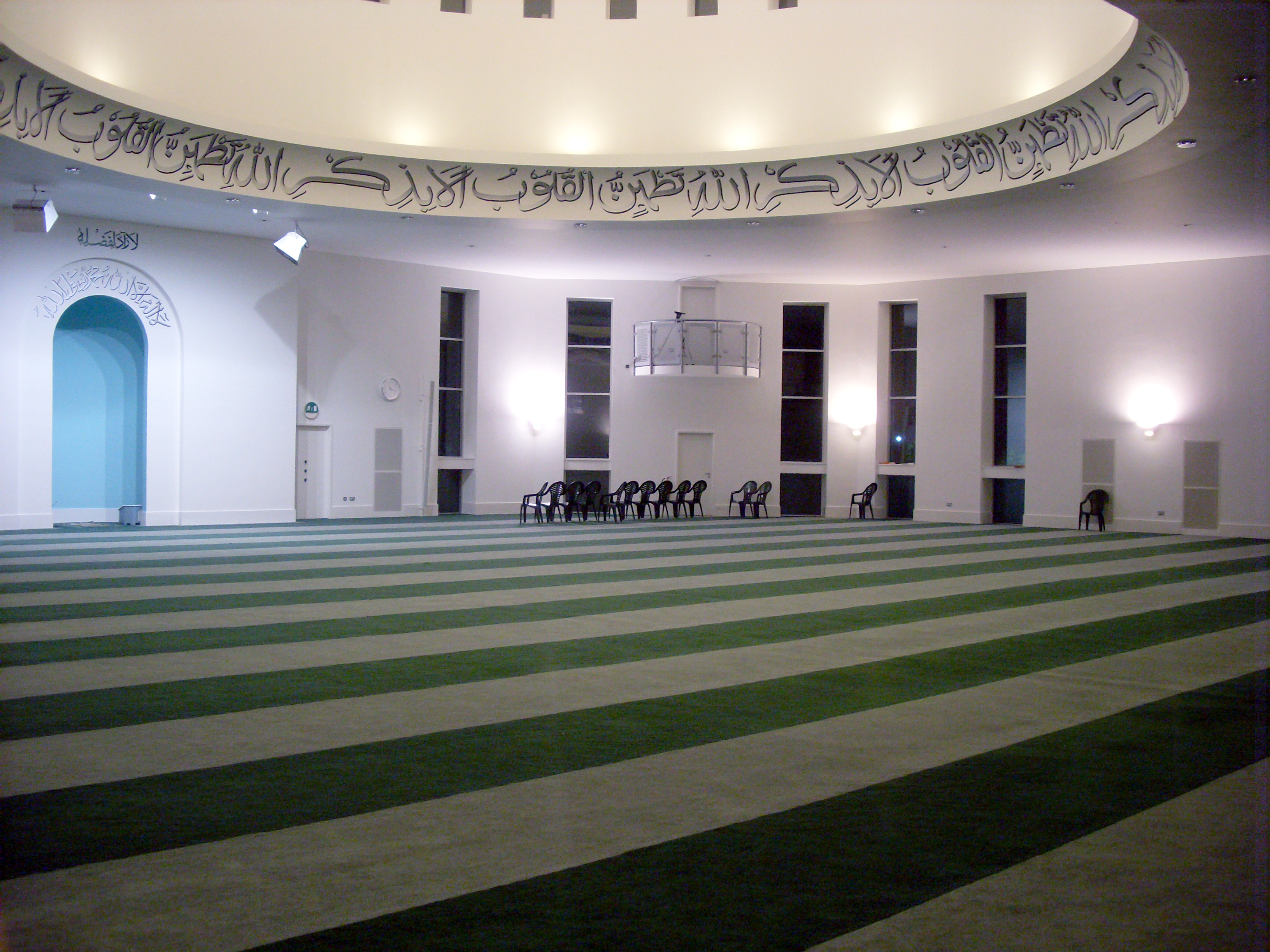
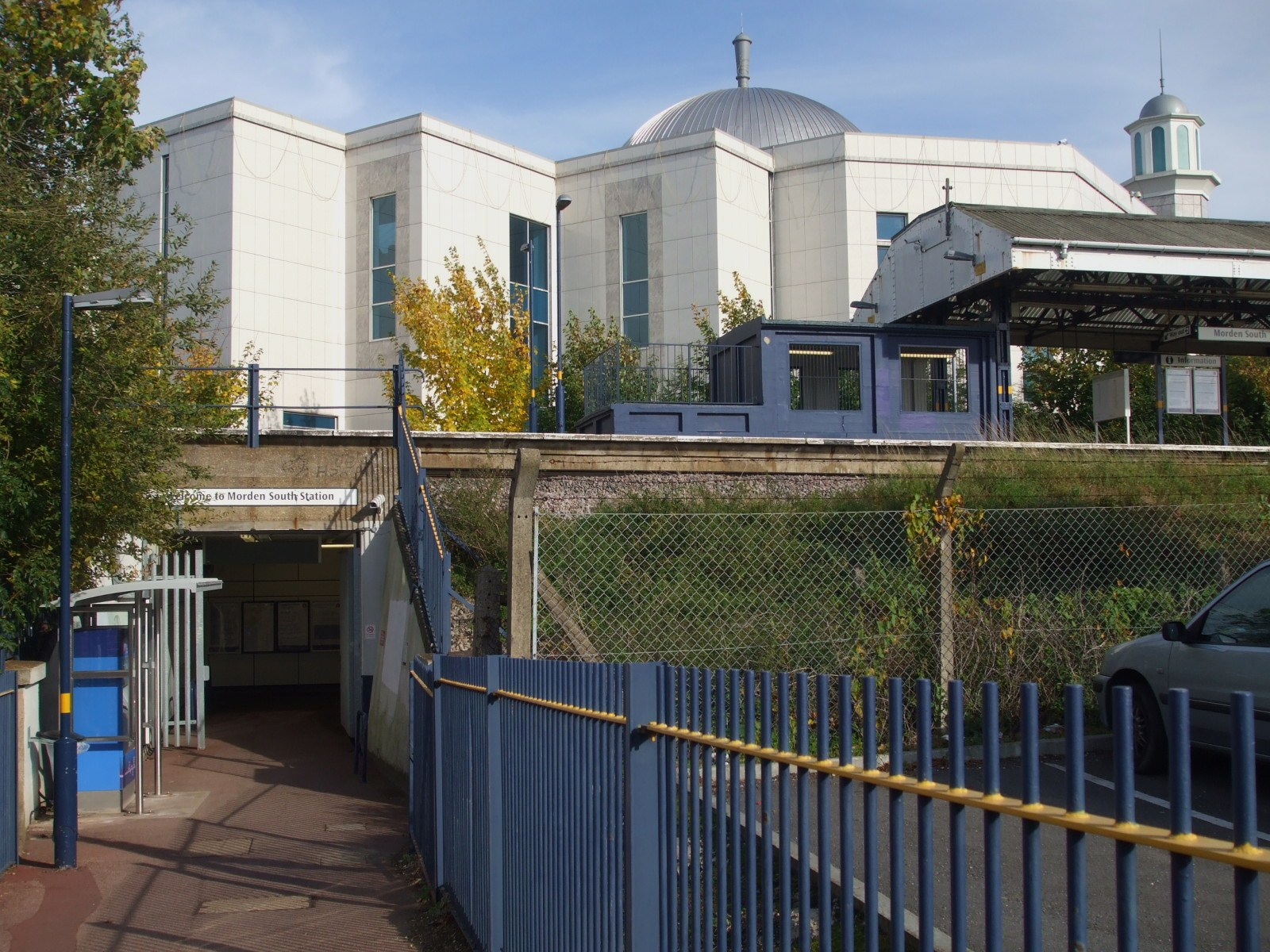